# Rua Alfredo Pujol
A Rua Alfredo Pujol é um logradouro do município de São Paulo, Brasil.
Essa logradouro começa na Rua Voluntários da Pátria, próximo a Avenida Cruzeiro do Sul, na zona norte, liga-se a vias de Santana, como Rua Voluntários da Pátria, Rua Amaral Gama, Rua Frei Vicente do Salvador, Rua Cônego Manuel Vaz, Rua Aluísio Azevedo e termina na Rua Leão XIII no Jardim São Bento.
O nome da rua é uma homenagem a Alfredo Gustavo Pujol (1865-1930).

## Características
A Rua Alfredo Pujol é uma das ruas mais importantes de Santana, fazendo a ligação deste com o bairro vizinho do Jardim São Bento. Nos séculos XVIII e XIX era a rua que situava a sede da Fazenda de Sant' Ana (onde é hoje o CPOR/SP). No trecho inicial é plana, não abriga nenhum prédio, nas outras áreas da via algumas edificações são voltadas ao uso residencial, mas a maioria é comercial.
Na sua extensão encontram-se o Centro de Preparação de Oficiais da Reserva de São Paulo; cursinhos; padarias; a Gazeta da Zona Norte, que é‎ um jornal tradicional do bairro; a Associação Brasileira de Oficiais da Reserva do Exército e diversas lojas. As ruas afluentes a ela, ladeiras, abrigam na sua maioria casas de uso residencial de médio padrão.